# اسکیپتون
latitudeاسکیپتونlongitudeاسکیپتون
اسکیپتون (به انگلیسی: Skipton) یک شهرک در بریتانیا است که در یورک‌شر شمالی واقع شده‌است.

## خصوصیات
اسکیپتون ۱۴٬۳۱۳ نفر جمعیت دارد.

## خواهرخوانده
شهر زیمباخ آم این خواهرخواندهٔ اسکیپتون هست.